# Hege Hansen
Hege Hansen (* 24. Oktober 1990 in Norwegen) ist eine norwegische ehemalige Fußballspielerin, die ab der Saison 2017 wieder für Klepp IL spielte, zuletzt 2023 für die zweite Mannschaft in der 3. Division. Von 2012 bis 2017 spielte sie auch für die Norwegische Fußballnationalmannschaft der Frauen.

## Werdegang

### Vereine
Hansen spielte von 2006 bis 2009 für den Erstligisten Klepp IL. Im August 2010 wechselte sie zum Konkurrenten Arna-Bjørnar und traf gleich im ersten Spiel für ihren neuen Verein auf ihren alten Verein. Nachdem sie mit Arna-Bjørnar 2012 bis 2014 dreimal Dritter der Toppserien wurde, kehrte sie zur Saison 2015 zu Klepp IL zurück. Nach nur einer Saison wechselte sie zu Avaldsnes IL, kehrte aber nach dem Ende der Saison wieder zu Klepp zurück. Mit Avaldsnes nahm sie aber erstmals an der Qualifikation zur UEFA Women’s Champions League 2016/17 teil. Bei einem Turnier in Finnland gewannen sie alle drei Spiele, wozu sie mit fünf Toren beitrug. Sie waren damit für das Sechzehntelfinale qualifiziert, trafen dort aber auf Titelverteidiger Olympique Lyon und verloren beide Spiele. Immerhin gehörte sie zu den wenigen Spielerinnen, denen ein Tor gegen die Titelverteidigerinnen gelang.
Nach der WM 2019, an der sie nicht teilnahm, konzentrierte sie sich auf ihre Tätigkeit als Marktmanagerin für Klepp. Nach dem Abstieg am Ende der Toppserien 2021 spielte sie für Klepp in der 1. Divisjon und 2023 noch einmal für die zweite Mannschaft in der 3. Divisjon.

### Nationalmannschaften
Hansen durchlief mehrere norwegische Juniorinnenmannschaften, wobei sie in einigen Jahren für mehrere spielte. Im Herbst 2007 nahm sie mit der U-19-Mannschaft an der Qualifikation für die U-19-Fußball-Europameisterschaft der Frauen 2008 in Slowenien teil, wo sie beim 14:0 gegen Moldawien vier Minuten nach ihrer Einwechslung das 11:0 erzielte. Norwegen qualifizierte sich für die zweite Qualifikationsrunde, die im April 2008 in Portugal stattfand. Hier qualifizierte sie sich mit ihrer Mannschaft für die Endrunde in Frankreich, bei der Norwegen Vierter wurde. Im September des gleichen Jahres nahm sie wieder mit der U-19-Mannschaft an der 1. Qualifikationsrunde in Portugal für die U-19-Fußball-Europameisterschaft der Frauen 2009 teil und erreichte souverän die zweite Runde. Auch diese, im April 2009 in Österreich ausgespielte Runde wurde mit drei Siegen überstanden. Bei der Endrunde im Juli in Belarus scheiterte Norwegen dagegen in der Vorrunde und konnte sich damit nicht für die U-20-Fußball-Weltmeisterschaft der Frauen 2010 qualifizieren. Bereits im Februar hatte sie zwei Spiele für die U-23-Mannschaft in La Manga (Spanien) bestritten, für die sie in der Folge regelmäßig zum Einsatz kam. Drei Jahre später bestritt sie am 17. Januar 2012 – ebenfalls in La Manga – ihr erstes Spiel für die A-Nationalmannschaft. Sie kam dann zwar nicht beim Algarve-Cup 2012 zum Einsatz, aber in den nächsten EM-Qualifikationsspielen. 2013 wurde sie dann nur im ersten Spiel der zweiten Amtszeit von Even Pellerud beim Vier-Nationen-Turnier 2013 in der Volksrepublik China eingesetzt. Danach spielte sie wieder für die U-23-Mannschaft und kam auch 2014 nur zu einem Einsatz am 27. November bei einem Testspiel gegen Neuseeland und wurde nicht für den Algarve-Cup 2015 berücksichtigt. Dennoch wurde sie am 14. Mai 2015 für den endgültigen Kader zur WM 2015 nominiert. Danach bestritt sie am 29. Mai noch das Testspiel mit der A-Nationalmannschaft gegen Finnland.
Hansen gehörte auch zum Kader für die WM 2015. Sie kam aber zu keinem Einsatz und im Achtelfinale gegen England schied ihre Mannschaft aus. Nach der WM kam sie noch zu drei Einsätzen von maximal 64 Minuten.